# 7287 Yokokurayama
7287 Yokokurayama è un asteroide della fascia principale. Scoperto nel 1990, presenta un'orbita caratterizzata da un semiasse maggiore pari a 2,9140224 UA e da un'eccentricità di 0,2486848, inclinata di 13,99196° rispetto all'eclittica.